# Heros von Borcke

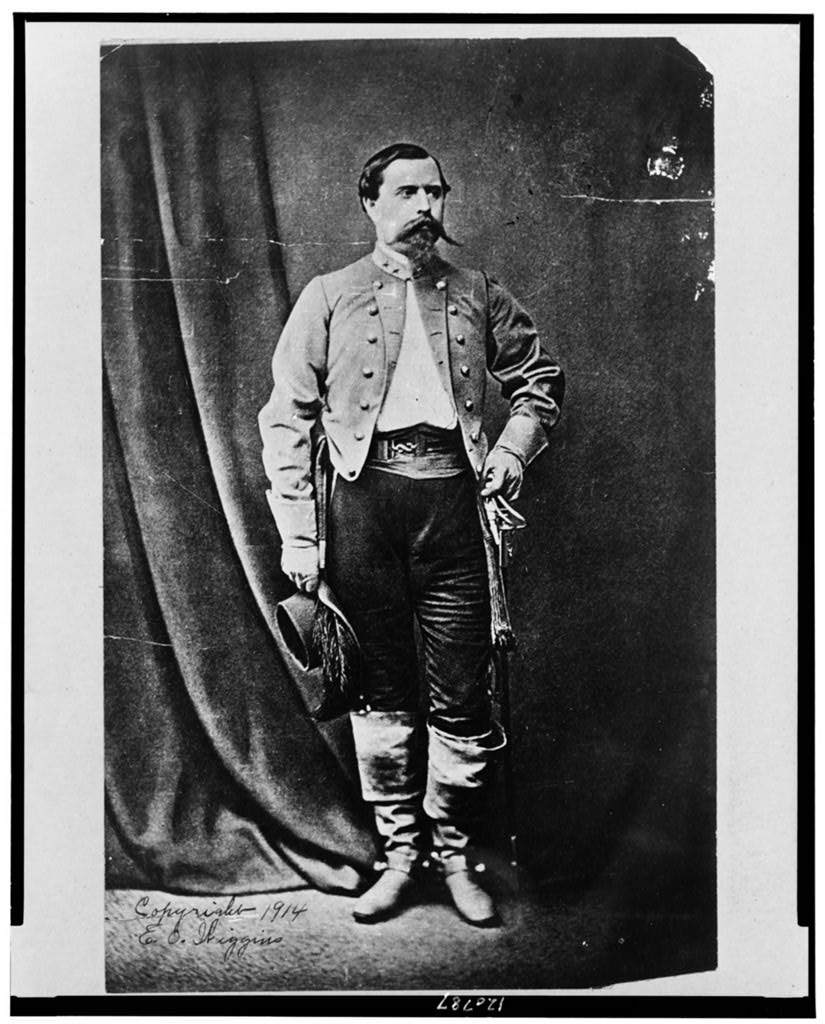
Heros von Borcke im Amerikanischen Bürgerkrieg (ca. 1864)

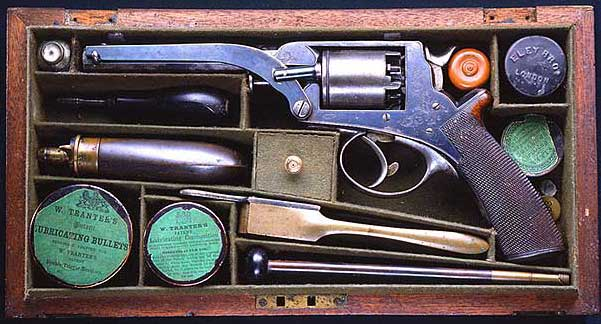
Tranter-Revolver, Borckes Geschenk an Gen. Stuart – Inschrift: „LT. GEN J.E.B. STUART C.S.A. CULPEPPER, VA JUNE 1863/ FROM HEROS VON BORCKE.“ (Quelle: National Museum of American History, Smithsonian Institution)

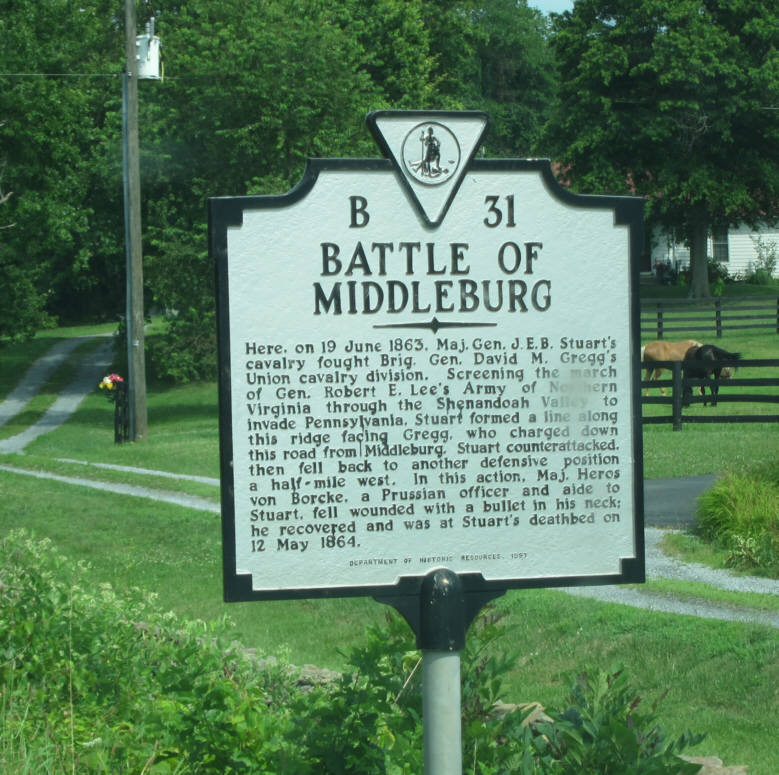
Gedenktafel

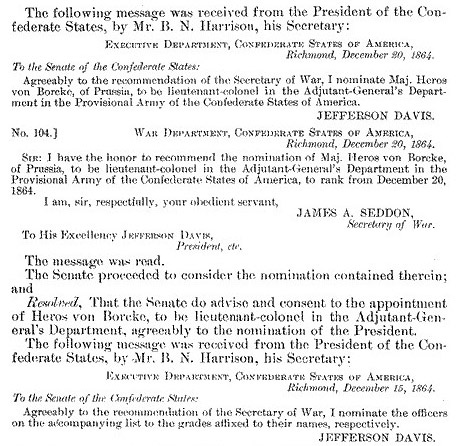
Beförderung zum Oberstleutnant (1864)
(Quelle: A Century of Lawmaking for a New Nation: U.S. Congressional Documents and Debates, 1774–1875. In: Journal of the Confederate Congress, Volume 4, 1904/1905, S. 388)

Johann August Heinrich Heros von Borcke (* 23. Juli 1835 auf der Festung Ehrenbreitstein bei Koblenz; † 10. Mai 1895 in Berlin) war ein preußischer Rittmeister, der während des Sezessionskriegs bis zum Rang eines Lieutenant Colonel (Oberstleutnant) den Konföderierten diente.

## Familie
Heros von Borcke entstammte dem alten pommerschen Adelsgeschlecht von Borcke. Sein Vater Theodor von Borcke (* 1805; † 1878) war Rittergutsbesitzer auf Giesenbrügge im neumärkischen Kreis Soldin und seit 1856 Mitglied des Preußischen Herrenhauses. Seine Mutter Therese war eine geborene Adloff (* 1815; † 1847).
Heros von Borcke heiratete in erster Ehe 1867 in Gralow im Kreis Landsberg an der Warthe Madalene Honig (* 1845; † 1883), die Tochter des Gralower Gutsbesitzers Edmund Honig und dessen Ehefrau Karoline, geborene von Klitzing. In zweiter Ehe heiratete er 1885 ebenfalls auf Gut Gralow deren jüngere Schwester Tony Honig (* 1849; † 1928).

## Militärischer Werdegang
Heros von Borcke wurde 1855 preußischer Kavallerie-Offizier, diente bei den Garde-Kürassieren und bis 1862 im Brandenburgischen Dragoner-Regiment Nr. 2. Finanzielle Schwierigkeiten zwangen ihn jedoch, den Dienst zu quittieren, woraufhin er 1862 nach Amerika auswanderte, wo er im Mai in Charleston (South Carolina) eintraf und bald in die Südstaaten-Armee eintrat.
Zunächst diente er im Rang eines Hauptmanns (seit dem 1. Juni 1862) als Stabschef und rechte Hand des berühmten Kavallerieführers der Nord-Virginia-Armee, des Reitergenerals James Ewell Brown Stuart, mit dem er bald eng befreundet war. Am 8. August 1862 wurde er zum Major befördert, was der Kongress am 19. September 1862 bestätigte. Unter dessen Kommando nahm von Borcke, der „Giant dressed in gray“ (wegen seiner Körpergröße von fast 2 m und seiner grauen Felduniform „Riese in Grau“ genannt), an großen Schlachten der Südstaaten-Kavallerie teil, wie z. B. in der Schlacht bei Brandy Station (9. Juni 1863). Nur zehn Tage später wurde er am 19. Juni 1863 in der Schlacht bei Middleburg (Virginia) schwer verwundet: Eine Kugel trat in seinen Hals ein, prallte an den Knochen ab und fiel durch die Luftröhre in seine Lunge, wo sie blieb und über die folgenden Jahre eine schleichende Bleivergiftung verursachte. Auf dem Gelände des damaligen Schlachtfelds steht seit 1997 eine Gedenktafel (Historical Marker) mit folgendem Text:

Here, on 19 June 1863, Maj. Gen. J.E.B. Stuart’s cavalry fought Brig. Gen. David M. Gregg’s Union cavalry division. Screening the march of Gen. Robert E. Lee’s Army of Northern Virginia through the Shenandoah Valley to invade Pennsylvania. Stuart formed a line along this ridge facing Gregg, who charged down this road from Middleburg. Stuart counterattacked, then fell back to another defensive position a half-mile west. In this action, Maj. Heros von Borcke, a Prussian officer and aide to Stuart, fell wounded with a bullet in his neck; he recovered and was at Stuart’s deathbed on 12 May 1864. – Department of Historic Resources, 1997.

„Hier am 19. Juni 1863 kämpfte die Kavallerie Maj. Gen. J.E.B. Stuarts gegen eine Brig. Union Kavallerie-Division unter General David M. Gregg, um den Marsch von General Robert E. Lees Army of Northern Virginia durch das Shenandoah Valley zum Zwecke der Invasion Pennsylvanias abzusichern. Stuart bildeten eine Linie entlang dieser Bergrücken mit Blick auf Gregg, die von dieser Straße von Middleburg aus angriff. Stuarts führte einen Gegenangriff, und fiel dann wieder auf eine andere defensive Position eine halbe Meile westlich zurück. Bei dieser Aktion wurde Maj Heros von Borcke, ein preußischer Offizier und Adjutant von Stuart, durch eine Kugel in den Hals verwundet; er erholte sich und war an Stuarts Sterbebett am 12. Mai 1864.“

Diese Verwundung zwang von Borcke, den aktiven Dienst zu quittieren. Dennoch wurde er am 20. Dezember 1864 zum Lieutenant Colonel im Adjutant-General’s Department in der „Provisional Army of the Confederate States of America“ befördert und 1864–1865 auf eine diplomatische Mission der konföderierten Regierung nach England geschickt.
Von Borcke war in der konföderierten Armee sehr bekannt und wurde wegen seiner Tapferkeit und Kühnheit verehrt. Er gilt als der bedeutendste deutsche Offizier in der konföderierten Armee und als einer der glänzendsten Reiterführer. Er führte im Kampf u. a. einen preußischen Kürassierpallasch Modell 1816 mit sich, der ihm den Beinamen Preuße mit dem langen Schwert eintrug. Diese Blankwaffe hängt im Capitol (Parlamentssitz) zu Richmond (Virginia). Nach seinem Ausscheiden würdigte ihn der Südstaaten-Congress in einer Resolution ausdrücklich: „... that the thanks of Congress are due, and the same hereby tendered to Major Heros von Borcke for his selfsacrificing service to our Confederacy, and for his distinguished services in support of our cause.“
Der Name von Borcke genießt in den Südstaaten unverändert hohes Ansehen. So war seine Person, dargestellt vom US-Schauspieler Matt Lindquist, noch im Jahr 2003 eine der Figuren im US-Film Gods and Generals von Ronald F. Maxwell (Drehbuch und Regie).
Im Jahr 1866 nach Deutschland zurückgekehrt, diente er sofort im Deutschen Krieg wiederum in der preußischen Armee (als Major bei den 3. Dragonern), wo er an der Schlacht von Königgrätz und am Vormarsch nach Böhmen teilnahm, dann aber wegen seiner alten Verwundung den Dienst quittierte. Im selben Jahr schrieb er seine Erinnerungen an den Amerikanischen Bürgerkrieg (englische Erstausgabe 1866).
Erst nach seiner Entlassung aus dem Militärdienst heiratete er 1867 und lebte anschließend bis 1879 auf den Gütern seines Vaters in Pommern. Nach dessen Tod zog er auf sein eigenes Gut Giesenbrügge im Landkreis Soldin, wo er auch begraben ist. Auf seinem Gut soll er regelmäßig die Flagge der Konföderierten gehisst haben.
1884 reiste Borcke nochmals in die USA, um alte Kriegskameraden zu besuchen. Zurück in Deutschland veröffentlichte er nur wenige Jahre vor seinem Tod noch einige Bücher.
Bezüglich der Objektivität seiner Berichte wird er allerdings auch in den USA gelegentlich als „der Baron Münchhausen der Konföderierten“ („the Baron Munchhausen of the Confederacy“) bezeichnet. Einer dieser Kritiker umschreibt dies sehr wohlwollend: „Von Borcke’s memoirs are set apart from other such documents by their author’s unabashed enthusiasm for the art of civilized warfare, and by his uniquely European, and aristocratic, outlook on the American Civil War.“ Douglas Southall Freeman übte zwar eine ähnliche Kritik, hob aber die Nützlichkeit der Memoiren für die Interpretation der Kampagnen von Jeb Stuart hervor und lobte von Borckes Geschichte der Reiterschlacht von Brandy Station.

## Schriften
- Memoirs of the Confederate War for Independence. Englische Erstausgabe: Edinburgh 1866; Neudruck: J.S. Sanders & Co., 2002, ISBN 1-879941-31-7.
- Zwei Jahre im Sattel und am Feinde. Erinnerung aus dem Unabhängigkeitskriege der Konföderierten. Mit einem Bildniss des Generals Stuart und einer Karte des Kriegsschauplatzes. Aus dem Englischen übersetzt von Otto August Johannes Kähler, Verlag Ernst Siegfried Mittler & Sohn, 2 Bände Berlin 1877, 1898 Band 1, Band 2
- mit Justus Scheibert: Die große Reiterschlacht bei Brandy Station 9. Juni 1863. Mit 6 Portraits, 5 Karten und 7 Vollbildern nach einem Kriegsskizzenbuch, gezeichnet von Schlachtenmaler C. Sellmer. Verlag Paul Kittel, Berlin 1893. Digitalisat
- Mit Prinz Friedrich Karl. Kriegs- und Jagdfahrten und am häuslichen Herd. Verlag Paul Kittel, Berlin 1893.
- Junges Blut. Verlag Paul Kittel, Berlin 1895.
- Auf dem Kriegspfade. Verlag Paul Kittel, Berlin 1895.
- An des Grabes Rande. Verlag Paul Kittel, Berlin 1895.
- Ein Reis von altem Stamm. Roman aus dem Leben. Verlag Paul Kittel, Berlin 1895–96. Neudruck: LTR-Verlag, Buchholz-Sprötze 1993.
- Stephen W. Sears: The Civil War. A Treasury of Art & Literature. (Der Bürgerkrieg. Eine Schatzkammer der Kunst & Literatur). Mit Beiträgen von Heros von Borcke (in Englisch) und anderen, Beaux Arts Edition, New York 1992.